# Pisa Sporting Club 1971-1972
Questa voce raccoglie le informazioni riguardanti il Pisa Sporting Club nelle competizioni ufficiali della stagione 1971-1972.

## Rosa
| N. |                   | Ruolo | Calciatore         |
| -- | ----------------- | ----- | ------------------ |
|    | Italia (bandiera) | A     | Aldo Algarotti     |
|    | Italia (bandiera) | D     | Klaus Bachlechner  |
|    | Italia (bandiera) | C     | Antonio Baldoni    |
|    | Italia (bandiera) | C     | Fabrizio Barontini |
|    | Italia (bandiera) | A     | Luigi Buglioni     |
|    | Italia (bandiera) | A     | Aldo Busilacchi    |
|    | Italia (bandiera) | P     | Franco Cacciatori  |
|    | Italia (bandiera) | D     | Alberto Coramini   |
|    | Italia (bandiera) | A     | Giuseppe Cosma     |
|    | Italia (bandiera) | C     | Fabrizio Falchi    |
|    | Italia (bandiera) | D     | Roberto Gasparroni |
|    | Italia (bandiera) | D     | Dino Gobbi         |
|    | Italia (bandiera) | D     | Piero Gonfiantini  |
|    | Italia (bandiera) | A     | Sandro Joan        |

| N. |                   | Ruolo | Calciatore          |
| -- | ----------------- | ----- | ------------------- |
|    | Italia (bandiera) | P     | Corrado Leardi      |
|    | Italia (bandiera) | P     | Franco Lorenzetti   |
|    | Italia (bandiera) | D     | Massimo Luperini    |
|    | Italia (bandiera) |       | Fabio Moretti       |
|    | Italia (bandiera) | A     | Fausto Nosè         |
|    | Italia (bandiera) | D     | Tiberio Palla       |
|    | Italia (bandiera) | A     | Roberto Pallavicini |
|    | Italia (bandiera) | C     | Domenico Parola     |
|    | Italia (bandiera) | A     | Eugenio Pazzaglia   |
|    | Italia (bandiera) |       | Stefano Pecori      |
|    | Italia (bandiera) | D     | Fabrizio Rapalini   |
|    | Italia (bandiera) | D     | Luigi Raschi        |
|    | Italia (bandiera) | C     | Ilario Salvadori    |
|    | Italia (bandiera) | P     | Pietro Tomei        |